# Norco, Kalifornien
Norco är en stad (city) i Riverside County, i delstaten Kalifornien, USA. Enligt United States Census Bureau har staden en folkmängd på 27 594 invånare (2011) och en landarea på 36,2 km².
I den västra delen av staden ligger det delstatliga fängelset California Rehabilitation Center.